# 82.º Batallón Aéreo de Reemplazo
El 82º Batallón Aéreo de Reemplazo (82. Flieger-Ersatz-Abteilung) fue una unidad de la Luftwaffe de la Alemania nazi.

## Historia
Fue formado el 1 de noviembre de 1938 en Quakenbrück, a partir del 24º Batallón Aéreo de Reemplazo. El 1 de abril de 1939 es reasignado al I Grupo/82º Regimiento de Entrenamiento Aéreo.